# Camptocladius novaesemliae
Camptocladius novaesemliae är en tvåvingeart som först beskrevs av Jean-Jacques Kieffer 1922.  Camptocladius novaesemliae ingår i släktet Camptocladius och familjen fjädermyggor. Inga underarter finns listade i Catalogue of Life.